# سیمیکوکسیب
سیمیکوکسیب (UR-8880 با نام تجاری Cimalgex) یک داروی ضدالتهاب غیراستروئیدی (NSAID) است که در دامپزشکی برای درمان درد و التهاب مرتبط با آرتروز در سگ‌ها و برای مدیریت درد و التهاب مرتبط با جراحی استفاده می‌شود. این دارو به عنوان یک مهارکننده کوکس-۲ عمل می‌کند.

## سنتز

سنتز سیمیکوکسیب:

واکنش ایمین با TosMIC در حضور پتاسیم کربنات منجر به به حلقه‌زایی ۲+۳ از آنالوگِ نیتروژنِ کتن و تشکیل حلقه ایمیدازول می‌شود.